# Rajmund Pietkiewicz
Rajmund Pietkiewicz (ur. 13 lipca 1920 w  Wilnie, zm. 5 marca 2013 w Gdańsku) – polski malarz, grafik, rektor Państwowej Wyższej Szkoły Sztuk Plastycznych w Gdańsku (od 1996 roku: Akademia Sztuk Pięknych w Gdańsku). 

## Życiorys
Od 1935 mieszkał z rodzicami w Gdyni. Od 1936 do 1939 był uczniem Pomorskiej Szkoły Sztuk Pięknych Wacława Szczeblewskiego w Gdyni. W latach 1939–1941 studiował na Wydziale Sztuk Pięknych Uniwersytetu Wileńskiego w Wilnie. Po zajęciu Wilna przez Niemców dostał się do niewoli i trafił na front, następnie skierowany do prac portowych w Gdańsku i Bremie.

Po wojnie, w latach 1945–1950 studiował malarstwo w PWSSP w Gdańsku. Następnie pracował na macierzystej uczelni, gdzie prowadził kolejno Międzywydziałową Pracownię Rysunku Wieczornego (1952–1962) i Pracownię Malarstwa (następnie Malarstwa i Rysunku) (1962–1980). W latach 1965–1969 pełnił funkcję rektora PWSSP.

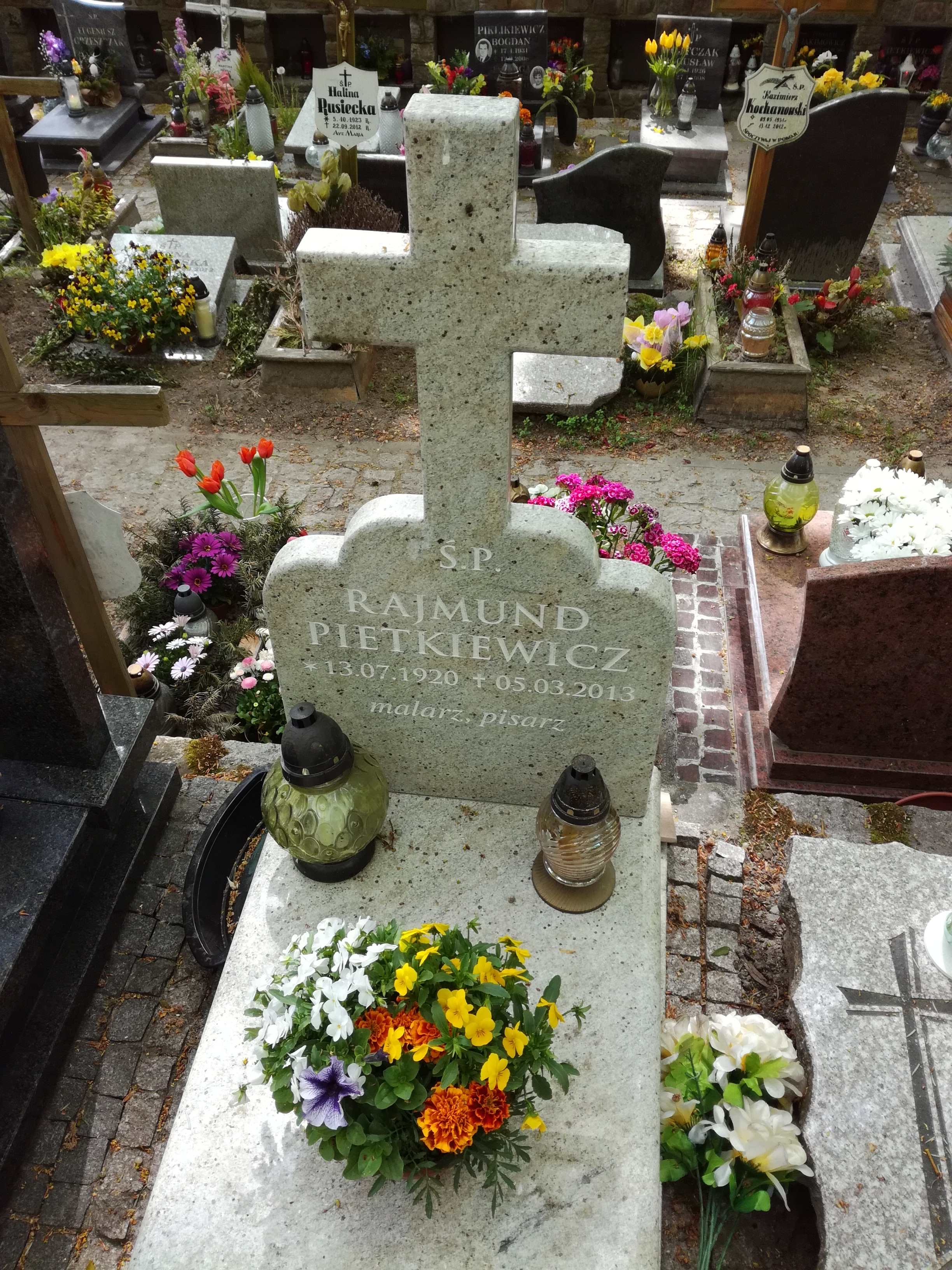
Grób Rajmunda Pietkiewicza na cmentarzu komunalnym w Sopocie

Artysta był mężem malarki Bohdany Lippert Pietkiewicz (1931–2023), ojciec Hanny Łuki, lektorki języka angielskiego.
Zmarł w Gdańsku, pochowany na cmentarzu komunalnym w Sopocie (kwatera E4-6-3).